# Martina Brandl

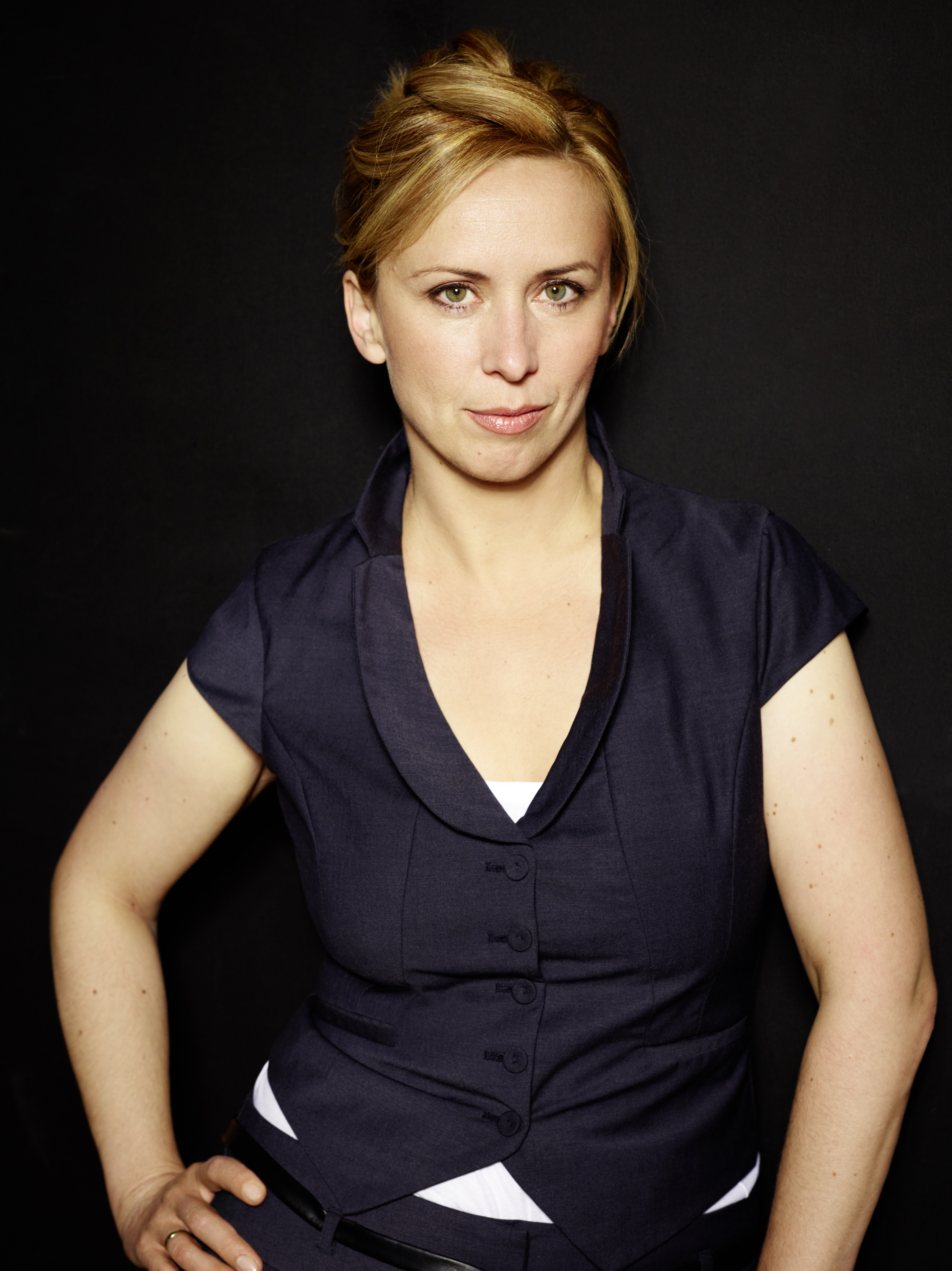
Martina Brandl (2011)

Martina Brandl (* 16. Mai 1966 in Geislingen an der Steige) ist eine deutsche Kabarettistin, Schriftstellerin und Sängerin.

## Werdegang
Nach ihrem Abitur am Michelberggymnasium in Geislingen an der Steige und einer Ausbildung zur Wirtschaftskorrespondentin kam sie über Stepptanzen und Jonglieren zum Straßentheater.
Seit 1992 steht sie auf der Bühne. Ab 1993 arbeitete sie sechs Jahre lang als Sängerin/Tänzerin in Musicals und Revuen im Theater des Westens und trat als Solistin in der Berliner Kleinkunstszene auf. Ihr erstes Kabarettprogramm Cabaret Kebap – Heiße Hits & kalter Döner (Duo mit Mario Eckardt) präsentierte sie 1995. Es folgten zehn Solo-Programme, sieben Kleinkunstpreise und zehn Jahre als Stimme von Angela Merkel in Mad Merkel – Die Queen von Berlin für die bundesweite Radio-Comedy von spotting Image.
25 Jahre lang moderierte sie als einzige Frau die Quatsch Comedy Clubs in Berlin, Hamburg, Düsseldorf, München und Stuttgart.
Bundesweit bekannt wurde Martina Brandl durch ihre eigene Sendung Crème Frech im WDR, als Mitglied im Rateteam bei Dings vom Dach und regelmäßige Gastauftritte  in Sendungen wie 7 Tage, 7 Köpfe, Alfons und Gäste, Quatsch Comedy Club und Ladies Night.
Mit ihrem zehnten Solo-Programm brand(l)neu ist sie seit 2022 bundesweit unterwegs.
Im Fischer Verlag erschienen ihre Romane Halbnackte Bauarbeiter (2006), Glatte runde Dinger (2008) und Schwarze Orangen (2011). Im Oktober 2012 erschien ihr erstes Kinderbuch Killis erstes Abenteuer und im Dezember 2021 die Anthologie Frau Brandl macht es kurz. Seit Herbst 2022 schreibt sie für die Frankfurter Rundschau, seit Juni 2023 hat sie eine feste Kolumne in „Das Magazin“.

## Preise
- 1997 – Gewinnerin beim Künstlerwettbewerb des Tollwood-Festivals München
- 1997 – St. Ingberter Pfanne
- 1998 – Prix Pantheon Bonn
- 1999 – Kritikerpreis der Berliner Zeitung
- 2000 – 1. Berliner Kleinkunstpreis „Der goldene Schoppen“
- 2003 – Tuttlinger Krähe (1. Preis)
- 2015 – Kleinkunstpreis Baden-Württemberg[4]

## Werk

### Audio
- 1996: Sing doch nicht stets dasselbe Hollaender-Lied auf Auf anderen Bühnen Vol. 2: Lieder der neuen Berliner Kleinkunstszene
- 1998: Martina Brandl
- 1998: als Texterin des Liedes Dein Rohr auf Tim Fischer–Live auf der Reeperbahn
- 2000: Nur keine Angst
- 2005: Halbnackte Bauarbeiter (Hörbuch)
- 2008: Glatte runde Dinger (Hörbuch)
- 2012: Jedes zehnte Getränk gratis – ein Selbstversuch
- 2015: Irgendwas mit Sex
- 2017: Schon wieder was mit Sex!
- 2020: Schwarze Orangen (Hörbuch)

### Bücher
- Was von Brandl übrigblieb... Geschichten aus dem Sonntagswald. Martina Brandl Rabenreadings, 1994.
- Halbnackte Bauarbeiter. Scherz Verlag, Frankfurt am Main 2006, ISBN 3-502-11019-0.
- Susanne Halbleib (Hrsg.): Nur einmal im Jahr. In Zimtsternschnuppen: Weihnachten. Fischer Taschenbuch Verlag, Frankfurt am Main 2007, ISBN 978-3-596-17705-9.
- Glatte runde Dinger. Scherz Verlag, Frankfurt am Main 2008, ISBN 978-3-502-11052-1.
- Susanne Halbleib (Hrsg.): Park & Ride. In Trockensümpfe: Lauter befriedigende Geschichten. Fischer Taschenbuch Verlag, Frankfurt am Main 2008, ISBN 978-3-596-18427-9.
- Volker Surmann (Hrsg.): Turnunterricht In Sex: Von Spass war nie die Rede. Teil 1. Satyr Verlag, Berlin 2008, ISBN 978-3-938625-47-7.
- Volker Surmann (Hrsg.): Etagensex In Sex: Von Spass war nie die Rede. Teil 2. Satyr Verlag, Berlin 2009, ISBN 978-3-938625-57-6.
- Christel Kindt (Hrsg.): Froä Wainagten. In Erst 1, dann 2, dann 3, dann 4...: 24 Advent-Überraschungen. Scherz Verlag, Frankfurt am Main 2009, ISBN 978-3-502-11065-1. (seit 2010 unter Das wird ein Fest: Geschichten für die Weihnachtszeit)
- Käthe Lachmann (Hrsg.): Stubenhocker. In Wir danken für Ihr Verständnis: Das Bahn-Comedy-Buch. Carlsen Verlag, Hamburg 2009, ISBN 978-3-551-68167-6.
- Sünje Redies (Hrsg.): Bärendienst. In Lustig, lustig, tralalalala: Witziges zum Weihnachtsfest. Wunderlich Verlag, Reinbek bei Hamburg 2010, ISBN 978-3-8052-0100-1.
- Volker Surmann (Hrsg.): Jugendsünde. In Das war ich nicht, das waren die Hormone! Geschichten aus der Pubertät. Satyr Verlag, Berlin 2010, ISBN 978-3-938625-94-1.
- Schwarze Orangen. Scherz Verlag, Frankfurt am Main 2011, ISBN 978-3-502-11059-0.
- Stuttgarter Straßenbahnen AG (Hrsg.): Killis erstes Abenteuer, illustriert von Veronika Lang. SSB, Stuttgart 2012, ISBN 978-3-9811082-5-5.
- Volker Surmann (Hrsg.): Ja, oh, oh, ja, ja ja! In Macht Sex Spaß? Satyr Verlag, Berlin 2012, ISBN 978-3-9814891-7-0.
- Marcus Gärtner (Hrsg.): ...Alkohol. In Urlaub mit Punkt Punkt Punkt. Rowohlt Taschenbuch Verlag, Reinbek bei Hamburg 2012, ISBN 978-3-499-25886-2.
- Marcus Gärtner (Hrsg.): Wechseljahre sind keine Herrenjahre. In Die schlimme Zeit zwischen Aufstehen und Hinlegen. Rowohlt Polaris, Reinbek bei Hamburg 2013, ISBN 978-3-86252-017-6.
- Frau Brandl macht es kurz. Selbstverlag, 2021.
- Ella Carina Werner und Katinka Buddenkotte (Hrsg.): Gute Unterhosen. In Niemand hat die Absicht ein Matriarchat zu errichten: komische Texte und Cartoons von Frauen. Satyr Verlag, Berlin 2022, ISBN 978-3-947106-85-1.
- Prima, fein gemacht! Geschichten, Kolumnen und rätselhafte Interviews. Satyr Verlag, Berlin 2024, ISBN 978-3-910775-20-6.

## Belege, Fußnoten
1. ↑  http://www.prosieben.de/show_comedy/qcc/comedians/00801/
2. ↑  Persönliche Webseite, abgerufen am 9. November 2021
3. ↑  Kleinkunstpreis Baden-Württemberg 2015 im Freiburger E-Werk verliehen (Memento des Originals vom 23. Juni 2015 im Internet Archive)  Info: Der Archivlink wurde automatisch eingesetzt und noch nicht geprüft. Bitte prüfe Original- und Archivlink gemäß Anleitung und entferne dann diesen Hinweis.

| Personendaten    | Personendaten                                          |
| ---------------- | ------------------------------------------------------ |
| NAME             | Brandl, Martina                                        |
| KURZBESCHREIBUNG | deutsche Kabarettistin, Schauspielerin und Buchautorin |
| GEBURTSDATUM     | 16. Mai 1966                                           |
| GEBURTSORT       | Geislingen an der Steige                               |